# Orthotrichus royi
Orthotrichus royi is een keversoort uit de familie van de loopkevers (Carabidae). De wetenschappelijke naam van de soort werd voor het eerst geldig gepubliceerd in 1972 door Pierre Basilewsky.